# جاك ماكديارميد
جاك ماكديارميد (بالإنجليزية: Jack McDiarmid)‏ هو لاعب كرة قدم أسترالية أسترالي، ولد في 3 أكتوبر 1903 في برث في أستراليا، وتوفي بنفس المكان في 10 أغسطس 1974.

## وصلات خارجية
- جاك ماكديارميد على موقع AustralianFootball.com (الإنجليزية)